# Caloe
Caloe (łac. Diœcesis Caloënus) – stolica historycznej diecezji w Cesarstwie Rzymskim (prowincja Asia I), współcześnie w Turcji. Pierwszym wzmiankowanym biskupem był Aphobius (V w.). W XIX wieku ustanowiona katolickim biskupstwem tytularnym, od 1970 nieobsadzona.

## Biskupi tytularni
| Lp. | Biskup                              | Od               | Do              |
| --- | ----------------------------------- | ---------------- | --------------- |
| 1   | Marie-Julien Dunand MEP             | 21 sierpnia 1893 | 4 sierpnia 1915 |
| 2   | Ángel Diego y Carbajal OSA          | 22 marca 1917    | 28 czerwca 1940 |
| 3   | Matteo Niedhammer y Yaeckle OFMCap. | 11 maja 1943     | 25 czerwca 1970 |